# Passion: Music for The Last Temptation of Christ
Passion: Music for The Last Temptation of Christ ist das zweite Soundtrack-Album und das achte Album insgesamt des englischen Singer-Songwriters und Rock-Musikers Peter Gabriel.
Es ist das erste von zwei Alben mit Musik aus dem Spielfilm Die letzte Versuchung Christi von Martin Scorsese aus dem Jahr 1988. Das zweite ergänzende Album mit Inspirationen und zusätzlichen Titeln ist Passion – Sources. Beide wurden am 5. Juni 1989 als die beiden ersten Veröffentlichungen von Real World Records überhaupt im Zusammenhang mit dem Film veröffentlicht.

## Hintergrund
Peter Gabriel entwickelte die Musik nach der Uraufführung des Filmes noch weiter und gab ein vollwertiges Album statt eines Filmsoundtracks heraus. Das Album ist ein Meilenstein in der Popularität von World Music und hat 1990 den Grammy Award für das beste New-Age-Album gewonnen. Es wurde 2002 als Teil seines Backkataloges bis Us als Remaster-Ausgabe wiederveröffentlicht.
Für den Soundtrack des Filmes nutzte Peter Gabriel die Ressourcen der Organisation WOMAD, die er gegründet hatte, um Musiker aus dem mittleren Osten, Afrika und Südasien zusammenzubringen. Er arbeitete mit ihnen, um die Stimmung des Filmes zu verstärken, fügte aber auch eine moderne ambiente Musikbearbeitung hinzu, wodurch er viele zeitgenössische Musiker beeinflusst hat. Das Album machte Musiker wie Nusrat Fateh Ali Khan, Youssou N’Dour, L. Shankar, Doudou N’Diaye Rose und Baaba Maal einem größeren Publikum bekannt. Passion wird mehr als ein eigenständiges Werk, als ein Filmsoundtrack angesehen. Das Album enthält mehr als die Musik, die im Film enthalten war. Dieses zusätzliche Material war das Ergebnis von Peter Gabriels weitergeführten Aufnahmen und der Lösung von „unvollendeter Ideen“, deswegen erschien das Album dann auch später als der Film.
Gabriel profitierte bei der Komposition der Musik und der Auswahl der Musiker von den Ressourcen des National Sound Archives und des British Library Sound Archives in London.
Passion: Music for The Last Temptation of Christ war die erste Veröffentlichung von Peter Gabriels 1989 neu gegründeten eigenen Musiklabel Real World Records und wurde in den ebenfalls 1989 eröffneten Real World Studios aufgenommen. Gleichzeitig wurde 1989 ein Zusatzalbum unter dem Namen Passion – Sources herausgegeben, das weitere Songs beinhaltet, in denen Peter Gabriel nicht mitspielte. Er beschreibt dieses zweite Album als eine Auswahl der traditionellen Musik, der Quellen der Inspiration und Vor-Ort-Aufnahmen.
David Bottrill war Peter Gabriels Haupt-Tontechniker bei der Produktion des Albums Passion. Dieses war der erste Soundtrack eines Film-Projektes an dem Bottrill arbeitete. Der Big Room in den Real World Studios war zu diesem Zeitpunkt das von der Grundfläche her größte Tonstudio der Welt. Dies ermöglichte den Musikern gemeinsam in einem Raum und ohne Trennung durch eine Glasscheibe zu den Tontechnikern zu spielen, was vor allem zum damaligen Zeitpunkt absolut unüblich war.

## Artwork
Das Cover wurde mit der Kollage Drawing study for Self Image II (1987) von Julian Grater von 1987 als Artwork gestaltet.

## Titelliste
Alle Stücke wurden von Peter Gabriel komponiert, mit Ausnahme von Open, das auf einer Improvisation von L. Shankar und Peter Gabriel basiert, sowie Stigmata, das auf einer Improvisation von Mahmoud Tabrizi-Zadeh und Peter Gabriel basiert. Zaar wurde basierend auf einem traditionellen ägyptischen Rhythmus geschrieben, der aufgeführt wird, um böse Geister zu vertreiben.
1. The Feeling Begins – 4:00
2. Gethsemane – 1:26
3. Of These, Hope – 3:55
4. Lazarus Raised – 1:26
5. Of These, Hope – Reprise – 2:44
6. In Doubt – 1:33
7. A Different Drum – 4:40
8. Zaar – 4:53
9. Troubled – 2:55
10. Open – 3:27
11. Before Night Falls – 2:18
12. With This Love – 3:40
13. Sandstorm – 3:02
14. Stigmata – 2:28
15. Passion – 7:39
16. With This Love (Choir) – 3:20
17. Wall of Breath – 2:29
18. The Promise of Shadows – 2:13
19. Disturbed – 3:35
20. It Is Accomplished – 2:55
21. Bread and Wine – 2:21

Gesamtspielzeit: 1:07:03

## Mitwirkende

### Musiker
1. The Feeling Begins
  - Manny Elias – Octobans, Surdo, Skins
  - Hossam Ramzy – Finger Cymbals, Tabla, Dufs
  - Peter Gabriel – Synthesizers, Shaker, Skins, Surdo
  - David Bottrill – Drone mix
  - David Rhodes – E-Gitarre
  - L. Shankar – Doppel-Geige
  - Vatche Housepian – Armenisches Duduk
  - Antranik Askarian – Armenisches Duduk

Das Duduk spielt eine armenische Melodie, The Wind Subsides. Die armenischen Duduks wurden für Ocora Records unter der Leitung von Robert Ataian aufgenommen.
2. Gethsemane
  - Peter Gabriel – Querflöten-Samples, Querflöte, Stimmen
3. Of These, Hope
  - Massamba Dlop – Talking Drum
  - Peter Gabriel – Bassgitarre, Percussion, Whistle, Prophet 5
  - L. Shankar – Doppel-Geige
  - David Rhodes – Gitarre
  - Mustafa Abdel Aziz – Arghul Drone
4. Lazarus Raised
  - Unbekannte Musiker – Kurdisches Duduk und Tenbur
  - David Rhodes – E-Gitarren
  - Peter Gabriel – Klavier, Akai S900

Dieses Stück beinhaltet eine traditionelle Melodie aus Kurdistan, die von der unglücklichen Liebe eines jungen Mädchens für Bave Seyro, einen legendären Soldaten berichtet. Die kurdischen Douduks stammen aus der UNESCO-Sammlung A Musical Anthology of the Orient, herausgegeben von Alain Daniélou für Musicaphon Records.
5. Of These, Hope – Reprise
  - Massamba Dlop – Talking Drum
  - Peter Gabriel – Bassgitarre, Percussion, Whistle, Prophet 5
  - L. Shankar – Doppel-Geige
  - David Rhodes – E-Gitarre
  - Mustafa Abdel Aziz – Arghul Drone
  - Baaba Maal – Gesang
  - Fatala – Percussion
6. In Doubt
  - Peter Gabriel – Audioframe, Fairlight-Samples, Gesang
  - Mahmoud Tabrizi Zadeh – Kementché
7. A Different Drum
  - Doudou N’Diaye Rose – Percussion Loop (4 Takte)
  - Fatala – Percussion Loop (3 Takte)
  - Peter Gabriel – Surdo, Percussion, Audioframe, Prophet 5, Stimmen
  - L. Shankar – Doppel-Geige
  - Youssou N’Dour – Stimmen
  - David Sancious – Begleitgesang
8. Zaar
  - Hossam Ramzy – Tamburin, Dafs, Tabla, Fingerzymbeln, Triangel
  - Peter Gabriel – Surdo, Percussion, Audioframe, Akai S900, Stimmen
  - Nathan East – Bassgitarre
  - David Rhodes – E-Gitarre
  - Mahmoud Tabrizi Zadeh – Kementché
  - L. Shankar – Doppel-Geige
9. Troubled
  - Bill Cobham – Trommeln, Percussion
  - Hossam Ramzy – Finger Cymbals
  - Peter Gabriel – Percussion, Fairlight, Emulator, Begleitgesang
  - David Sancious – Begleitgesang
10. Open
  - Peter Gabriel – Prophet 5, Akai S900, Gesang
  - L. Shankar – Doppel-Geige, Gesang
11. Before Night Falls
  - Hossam Ramzy – Finger Cymbals, Tabla, Dufs
  - Kudsi Ergüner – Nayflöte
  - L. Shankar – Doppel-Geige

Die Nayflöte spielt eine traditionelle armenische Melodie.
12. With This Love
  - Robin Canter – Oboe, Englischhorn
  - L. Shankar – Doppel-Geige
  - David Sancious – Akai S900, Synthesizer-Arrangement
  - Peter Gabriel – Audioframe, Fairlight, Klavier, Prophet 5, S Synthesizer-Arrangement
13. Sandstorm
  - Location Recording – Marokkanische Percussion & Gesänge
  - Hossam Ramzy – Surdo, Tabla, Tamburin Daf, Mazhar
  - Manu Katché – Percussion
  - Mahmoud Tabrizi Zadeh – Kementché
  - L. Shankar – Doppel-Geige
  - Peter Gabriel – Fairlight
14. Stigmata
  - Mahmoud Tabrizi Zadeh – Kementché
  - Peter Gabriel – Prophet 5, Stimme

basierend auf einer Improvisation von Mahmoud und Peter Gabriel
15. Passion
  - Djalma Correa – Brasilianische Percussion
  - Jon Hassell – Trompete
  - Peter Gabriel – Prophet 5, Akai S900, Fairlight, Stimmen
  - Nusrat Fateh Ali Khan – Qawwali-Hauptgesang
  - L. Shankar – Doppel-Geige
  - Youssou N’Dour – Stimmen
  - Julian Wilkins – Chorjunge
16. With This Love (Chor)
  - Robin Canter – Englischhorn
  - Richard Evans – Chor-Aufnahmen
17. Wall of Breath
  - Kudsi Ergüner – Türkische Nayflöte
  - L. Shankar – Doppel-Geige
  - Les Musiciens Du Nil – Arghul
  - David Rhodes – E-Bow-Gitarre
  - Peter Gabriel – Synthesizer
18. The Promise of Shadows
  - Bill Cobham – Schlagzeug
  - David Bottrill – Lead-Tamburin
  - Peter Gabriel – Emulator, Prophet 5, Audioframe, Percussion
  - David Rhodes – Gitarre
19. Disturbed
  - Hossam Ramzy – Surdo, Tabla
  - Mustafa Abdel Aziz – Percussion-Loop
  - Said Mohammad Aly – Percussion-Loop
  - Fatala – Afrikanische Percussion
  - L. Shankar – Doppel-Geige
  - Peter Gabriel – Fairlight, Prophet 5
20. It Is Accomplished
  - Bill Cobham – Trommeln, Tambourin
  - David Bottrill – Tambourine 2, verzogener Schlitten
  - Nathan East – Bass
  - Mustafa Abdel Aziz – Arghul Drone
  - David Sancious – Hammondorgel
  - David Rhodes – Steinberger-Gitarre
  - Peter Gabriel – Doholla, Percussion, Roland D-50, Klavier, Prophet 5, Stimme
21. Bread and Wine
  - Peter Gabriel – Kontrabass, Prophet 5, Stimme
  - David Rhodes – E-Bow-Gitarre
  - Richard Evans – Metallpfeife
  - L. Shankar – Doppel-Geige

### Technisches Personal
- David Bottrill – Tontechnik, Mixing
- Ian Cooper – Mastering
- Peter Gabriel – Produktion, Mixing
- Julian Grater – Coverbild

## In der Popkultur
Das Stück In Doubt wurde 1994 im Film Natural Born Killers von Oliver Stone verwendet.